# Публий Корнелий Лентул Спинтер (квестор)
Пу́блий Корне́лий Ле́нтул Спи́нтер (лат. Publius Cornelius Lentulus Spinther; родился, предположительно, около 75 года до н. э. — погиб, по одной из версий, осенью 42 года до н. э., под Филиппами, Македония, Римская республика) — римский военачальник и политический деятель из патрицианского рода Корнелиев, квестор в провинции Азия в 44—43 годах до н. э. Выдавал себя за участника заговора и убийства Гая Юлия Цезаря.

## Происхождение
Публий Корнелий принадлежал к древнему патрицианскому роду. Его отец и дед носили тот же преномен, и о деде больше ничего не известно. Публий-отец занимал консульскую должность в 57 году до н. э. и получил прозвище Спинтер из-за внешнего сходства с театральным актёром, носившим это имя. Прозвище перешло по наследству к его сыну.
Существует предположение, что родным братом Спинтера-старшего был Луций Корнелий Лентул Крус, консул 49 года до н. э. Последний занимал, помимо всего прочего, должность народного трибуна, то есть был плебеем. Следовательно, существует вероятность, что и оба Спинтера принадлежали к плебсу.

## Биография
Информация о дате рождения Публия Корнелия в сохранившихся источниках отсутствует; впрочем, учёный-религиевед Й. Рюпке датирует его появление на свет периодом около 75 года до н. э. 
Первые упоминания о Публии Корнелии относятся к консульскому году его отца — 57 до н. э. Тогда Спинтер-младший надел мужскую тогу (лат. toga virilis) и стал членом жреческой коллегии авгуров. На тот момент в числе авгуров был Фавст Корнелий Сулла; поскольку разрешалось членство в коллегии только одного представителя каждого конкретного рода, Публий предварительно был усыновлён одним из Манлиев Торкватов, но своё имя не поменял. Известно, что на празднике, который устроили авгуры в честь своего нового коллеги, присутствовал Марк Туллий Цицерон. В начале 56 года до н. э. Публий ещё находился в Риме: источники сообщают, что он носил траур в знак протеста против предложения народного трибуна Гая Порция Катона лишить его отца наместничества в Киликии. Не позже конца марта Спинтер отправился к отцу и находился в Киликии как минимум до осени 54 года до н. э.
Об участии Публия в гражданской войне между Гнеем Помпеем Великим и Гаем Юлием Цезарем ничего не известно. Его отец принадлежал к помпеянской «партии», а сам Спинтер-младший в марте 47 года до н. э. находился в Александрии Египетской. По-видимому, он тоже примкнул к Помпею, после его разгрома бежал в Египет, а потом, не позже 45 года до н. э., получил от Цезаря прощение и вернулся в Рим. Какое-то время Спинтер не занимался политикой, и современники вспомнили о нём в этот период только один раз — когда он разводился с женой. Но всё изменилось в марте 44 года до н. э., когда группа сенаторов убила Цезаря.
Публий Корнелий в убийстве не участвовал. Когда заговорщики бежали по улицам, крича, что они «убили царя и тирана», Спинтер к ним присоединился, взяв у кого-то из своих знакомых меч; начиная с этого дня он выдавал себя за участника заговора, чтобы прославиться. В апреле 44 года до н. э. Публий отправился в провинцию Азия в качестве квестора при проконсуле Гае Требонии (одном из убийц Цезаря) и вскоре был втянут в гражданскую войну. Об этих событиях он рассказал в двух посланиях (Марку Туллию Цицерону и властям Республики), текст которых сохранился в составе писем Цицерона «к близким» (ad familiares).
Цезарианец Публий Корнелий Долабелла приказал убить Требония (в январе 43 года до н. э.); тогда Спинтер бежал к Марку Юнию Бруту, установившему к тому времени контроль над Македонией. Долабелла вскоре ушёл в Сирию. Спинтер во главе флота отправился в свою провинцию, но в пути узнал, что корабли Долабеллы стоят у побережья Ликии, и решил на них напасть. Родосцы отказали ему в помощи. Тем не менее Публий Корнелий атаковал врага, рассеял его и преследовал до границ провинции, а конницу Долабеллы привлёк на свою сторону. После этого он заново установил контроль над Азией в качестве пропретора. Ещё одному цезареубийце, Гаю Кассию Лонгину, боровшемуся с Долабеллой за Сирию, Спинтер направил собранные в Азии деньги и набранные там же войска. Вскоре Долабелла был убит, Кассий и Брут объединили свои силы в Азии. Публий хотел удержать за собой наместничество: в письмах он заявлял, что проявил «рвение и доблесть» и что только благодаря его помощи Кассий победил в Сирии. Тем не менее сенат не подтвердил его пропреторские полномочия. Спинтер стал подчинённым проконсула Кассия (возможно, в должности легата). Он командовал войсками, осаждавшими Родос и город Миры в Ликии, а после этого исчез из источников.
Согласно распространённой гипотезе, Публий погиб осенью 42 года до н. э. при Филиппах, где республиканцы понесли окончательное поражение от Марка Антония и Октавиана. Плутарх пишет, что люди, присоединившиеся к заговорщикам после убийства Цезаря (по именам он называет только двоих, Лентула Спинтера и Гая Октавия), «дорого поплатились за свое хвастовство: они были казнены Антонием и молодым Цезарем. Так они и не насладились славой, из-за которой умирали, ибо им никто не верил, и даже те, кто подвергал их наказанию, карали их не за совершённый проступок, а за злое намерение».

## Семья
Публий Корнелий был женат на Цецилии Метелле — представительнице знатного рода, чьё происхождение в деталях неизвестно. Она могла быть дочерью Квинта Цецилия Метелла Целера и знаменитой Клодии. В 45 году до н. э. брак был расторгнут из-за неверности Цецилии (в частности, она изменяла мужу с его будущим противником Публием Корнелием Долабеллой). Позже эта матрона вышла замуж во второй раз, за сына трагика Эзопа.